# 伊予铁道3000系電力動車組
伊予铁道3000系电力动车组（日语：／）是用于日本伊予铁道所属各条铁道线的通勤型列车之一，也是伊予铁道的首款铁道线用VVVF交流传动列车。

## 概要
伊予铁道为了替换已使用40年以上、正在老化的800系和700系列车，购买了10列曾在京王井之头线运行的京王3000系列车（第20~29编成），它们经京王重机整备改造后，于2009~2012年陆续上线，其中2009年上线4列，2010~2012年间每年上线2列。

## 列车编组及构造
该款列车为3节编组（1M2T），大部分采用不锈钢制车体，仅有首尾车厢的正面上半部分使用普通钢制框架。
每节车厢两侧各有3扇车门，车厢内设有长座椅、轮椅空间和优先座位（宽心区），但不设门铃。

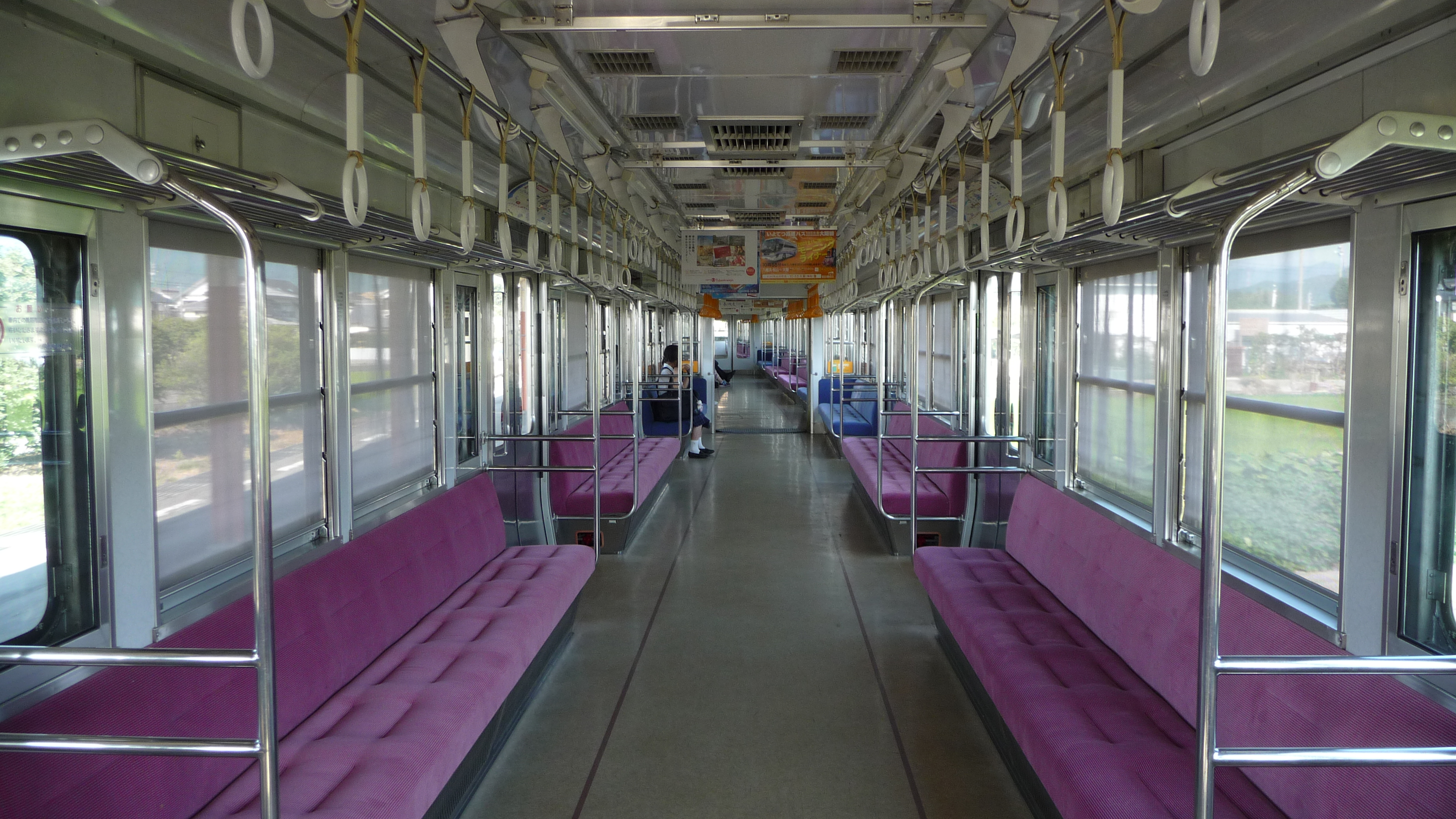
车厢内部
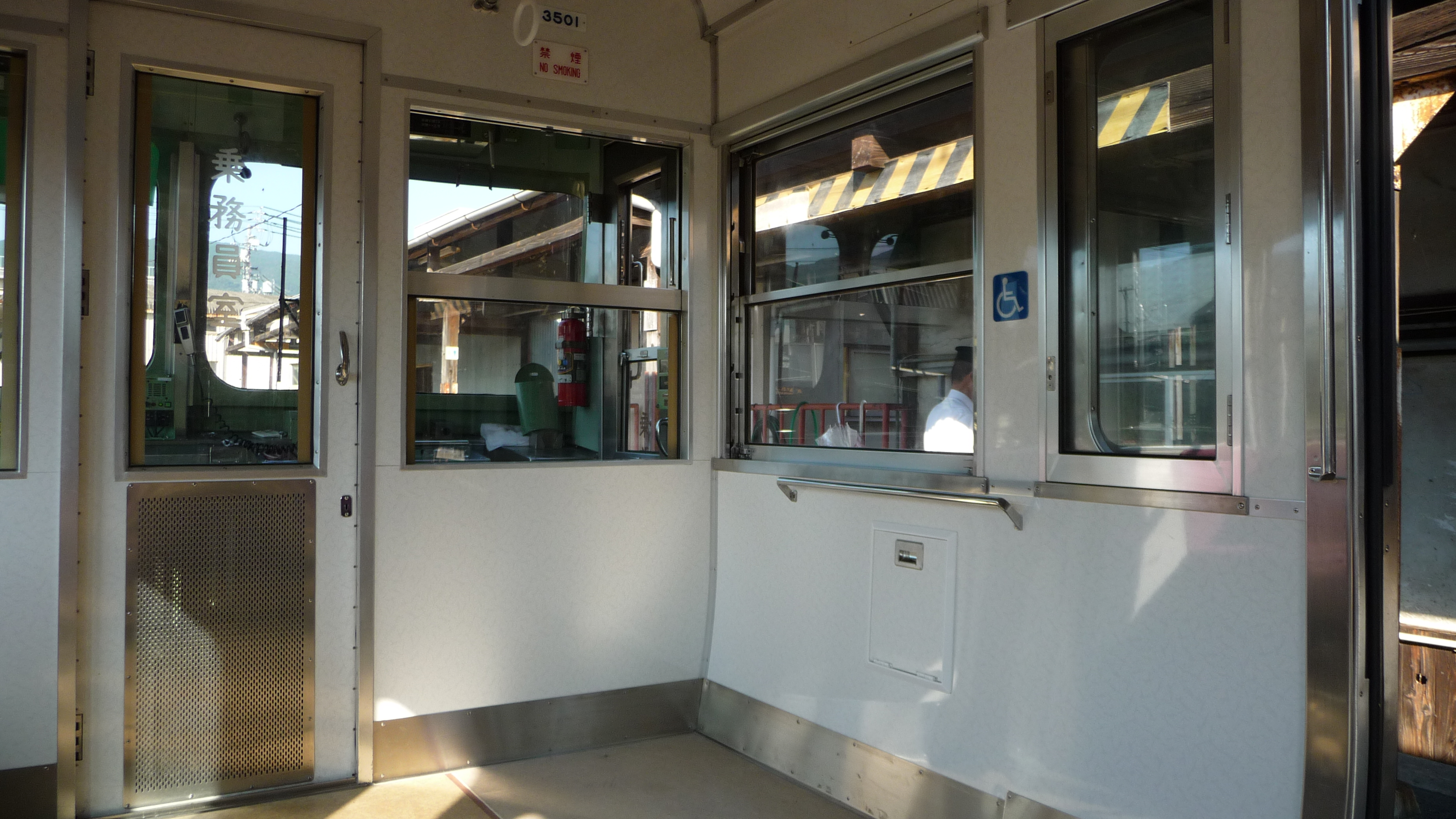
轮椅空间
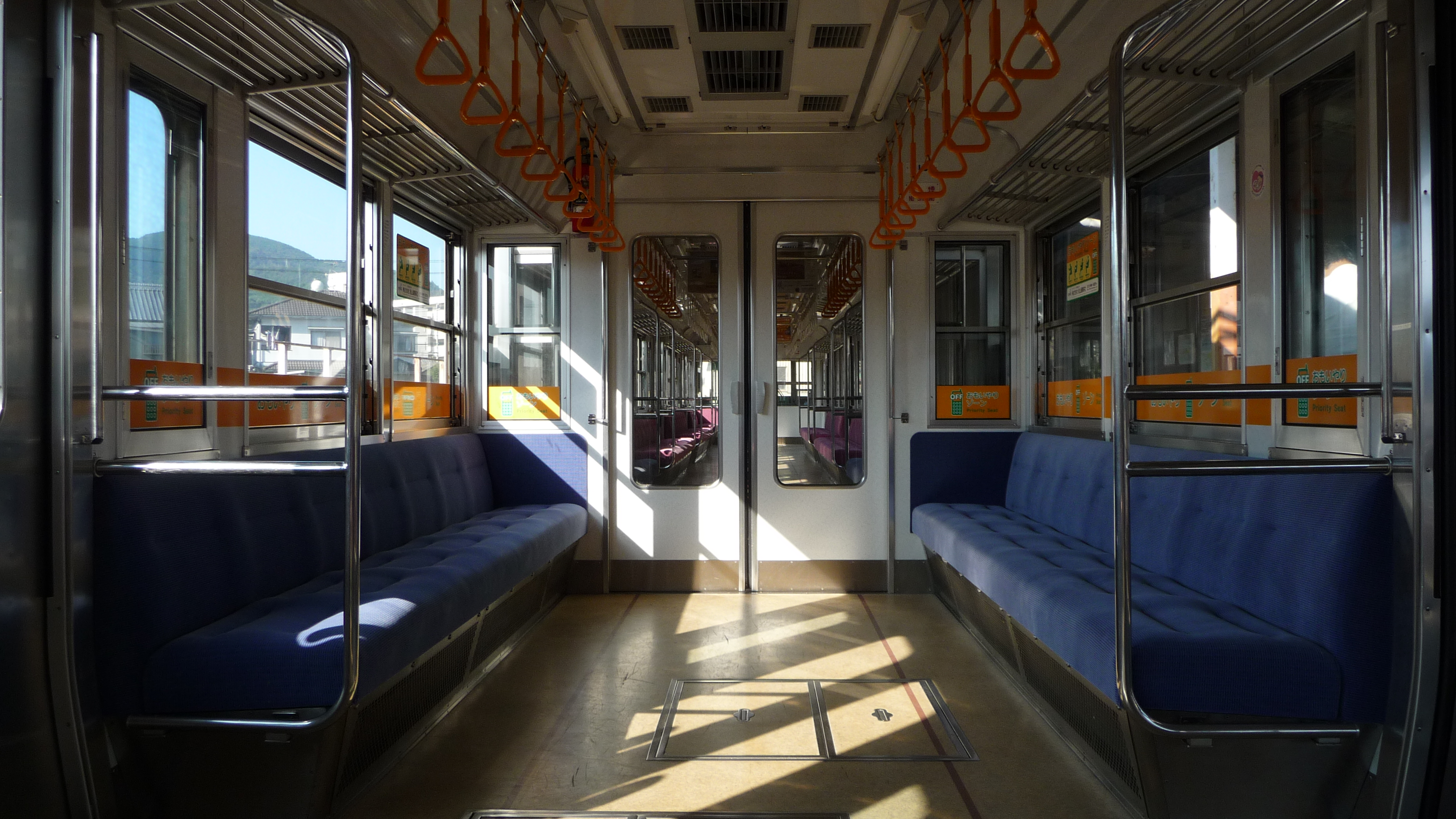
优先座位（宽心区）
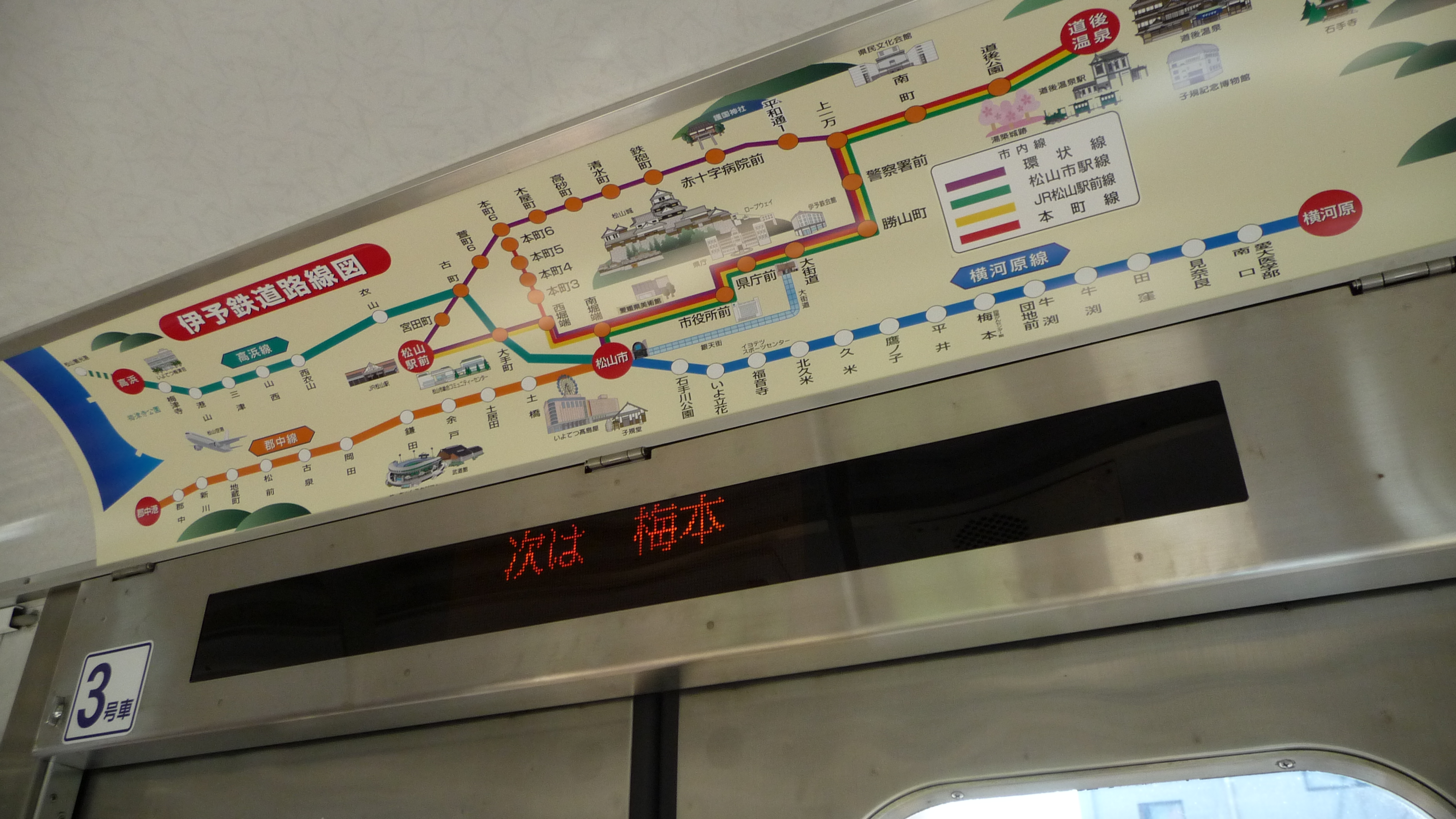
車内方向表示器

列车登场初期的涂装继承了京王井之头线的银色涂装设计，但正面上半部分为象牙色，侧面绘有橙色饰带，另有橙色“IYOTETSU”字样标于首尾车厢的标识灯右侧；2017年起，该款列车陆续采用以橙色为基调的新涂装，将白色“IYOTETSU”字样标于首尾车厢的标识灯下方以及列车侧面的车窗下方。

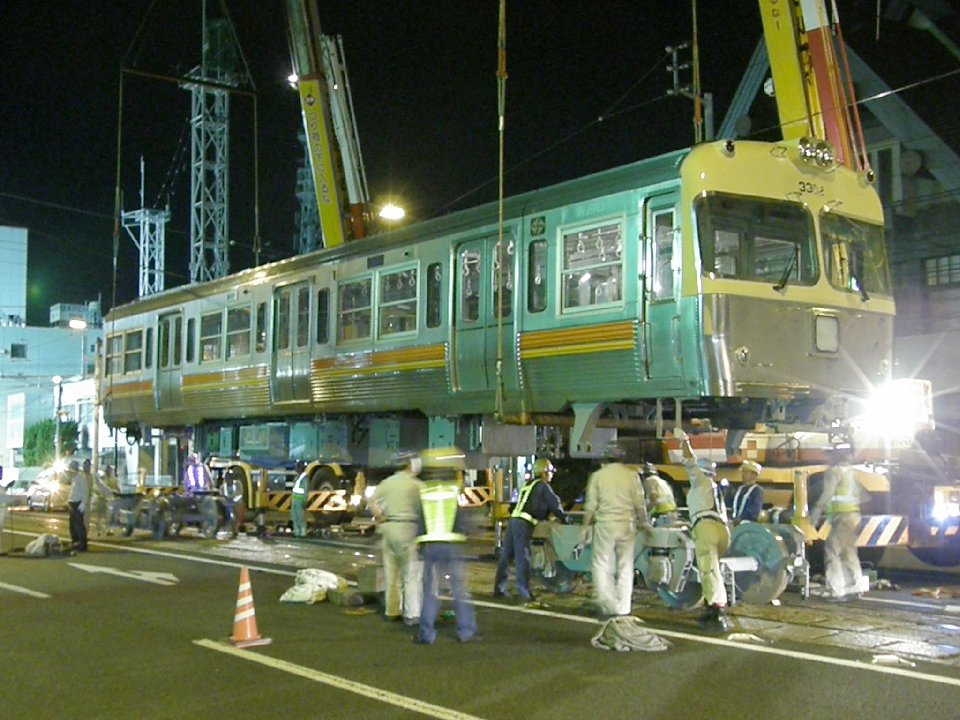
被搬入的3000系
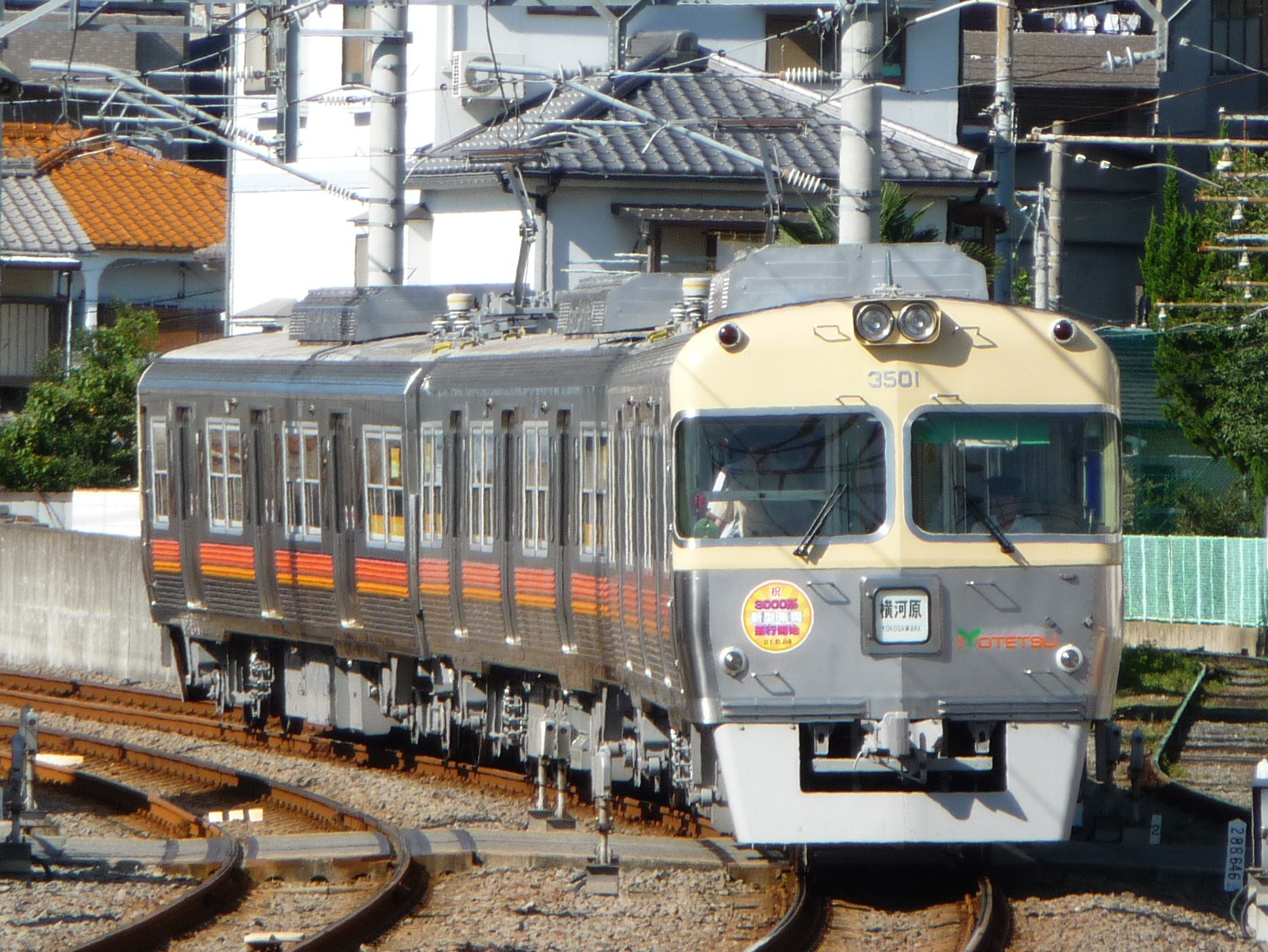
使用旧涂装的3000系
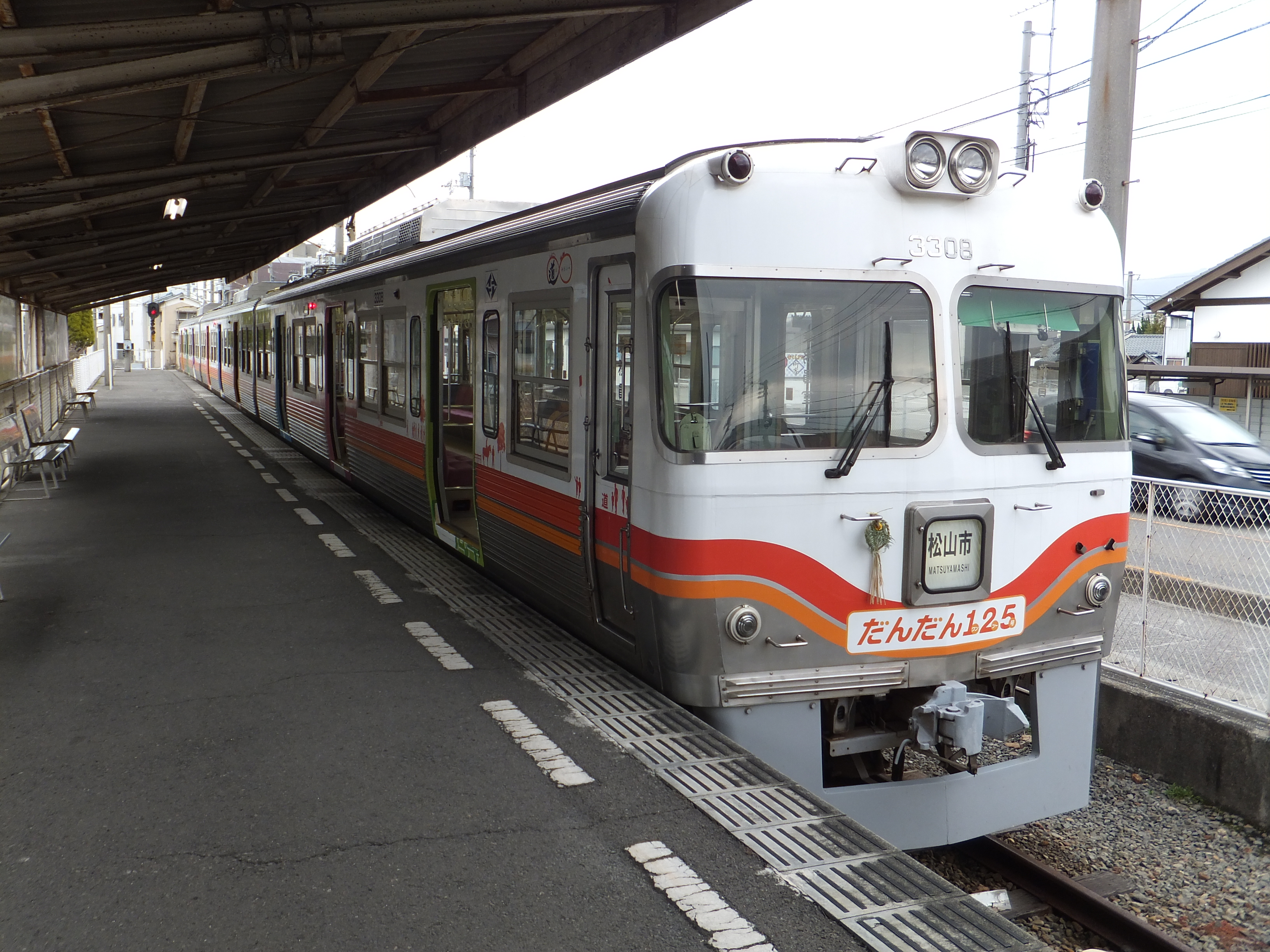
纪念列車「だんだん125」

首尾车厢为拖车车厢，包括クハ3300型（クハ33××，往高滨方向车头）和クハ3500型（クハ35××，往横河原/郡中港方向车头），其中クハ3500型车厢为28℃的弱冷车厢。拖车车厢采用 TS821 型转向架，其正面保留了表示车次种别的标识灯，不过标识灯仅在三津滨烟花大会等特殊场合使用。
中间车厢モハ3100型（モハ31××）为动车车厢，采用 TS801B 型转向架，顶端设有集电弓，为车厢下方的电气牵引系统供电。牵引系统由东洋电机制造提供，动车车厢上的四台 TDK-6333-A 型牵引电动机受到 RG6010-A-M 型牵引逆变器（1C2M2群方式）的控制 ，这也是VVVF交流传动技术在伊予铁道的铁道线上的首次应用。
| 新编号   | 新编号   | 新编号   | 原编号   | 原编号   | 原编号   | 改造竣工日期   |
| -------- | -------- | -------- | -------- | -------- | -------- | -------------- |
| クハ3301 | モハ3101 | クハ3501 | クハ3770 | デハ3020 | クハ3720 | 2009年8月24日  |
| クハ3302 | モハ3102 | クハ3502 | クハ3771 | デハ3021 | クハ3721 | 2009年8月24日  |
| クハ3303 | モハ3103 | クハ3503 | クハ3772 | デハ3022 | クハ3722 | 2009年12月12日 |
| クハ3304 | モハ3104 | クハ3504 | クハ3773 | デハ3023 | クハ3723 | 2009年12月12日 |
| クハ3305 | モハ3105 | クハ3505 | クハ3774 | デハ3024 | クハ3724 | 2010年4月1日   |
| クハ3306 | モハ3106 | クハ3506 | クハ3775 | デハ3025 | クハ3725 | 2010年4月1日   |
| クハ3307 | モハ3107 | クハ3507 | クハ3776 | デハ3026 | クハ3726 | 2011年5月4日   |
| クハ3308 | モハ3108 | クハ3508 | クハ3777 | デハ3027 | クハ3727 | 2011年5月4日   |
| クハ3309 | モハ3109 | クハ3509 | クハ3778 | デハ3028 | クハ3728 | 2012年3月20日  |
| クハ3310 | モハ3110 | クハ3510 | クハ3779 | デハ3029 | クハ3729 | 2012年3月20日  |